# نیو هارمونی (تنسی)
نیو هارمونی (به انگلیسی: New Harmony) یک منطقهٔ مسکونی در ایالات متحده آمریکا است که در شهرستان بلدسو، تنسی واقع شده‌است. نیو هارمونی ۶۰۱٫۹۹ متر بالاتر از سطح دریا واقع شده‌است.